# Ana de Sousa Baptista
Ana de Sousa Baptista (Quarteira, Loulé, 7 de Março de 1971) é uma escritora portuguesa.
«Ana de Sousa Baptista - Intensidez». sites.google.com. Consultado em 27 de julho de 2018. Cópia arquivada em 11 de outubro de 2016</ref>

## Obras
- 2006 - Fragmentos - Livro I, Editora Intensidez, obra de 365 textos de poética fragmentária, Portugal.

## Cadernos Literários
- 2012 - La Gata Literata, Recopilación, Count Bruga Nº 1, Huelva - Espanha.
- 2012 - Pena Ventosa, cadernos de poesia para bibliófilos e coleccionadores, 100 exemplares sem distribuição comercial, editado por António José Queiroz e Henrique Monteiro, Portugal.

## Antologias e Selectas
- 2016 - Alquimia de la Sal, antologia poética da responsabilidade do autor Santiago Aguaded Landero, Amargord Ediciones, em língua castelhana, Espanha.
- 2012 - Alquimia del Agua, antologia poética da responsabilidade dos autores Santiago Aguaded Landero, Jack Landes e Sara Schnabel, em língua castelhana, Espanha.
- 2010 - Divina Música, antologia de poesia sobre música, uma edição comemorativa do 25.º Aniversário do Conservatório Regional de Música de Viseu, organização da responsabilidade do poeta Amadeu Baptista,  Conservatório Regional de Música de Viseu, Viseu - Portugal.
- 2009 - Os Dias do Amor, 365 poemas de amor escritos por 365 poetas de todos os tempos e de todos os lugares. 365 vozes que se erguem em 365 poemas de amor em todas as formas, em várias nacionalidades, um para cada dia do ano,  Editora Ministério dos Livros, Lisboa - Portugal.
- 2006 - Poema Poema, antologia de poesia portuguesa  Actual, revista de poesia Aullido (editada por Uberto Stabile, poeta e editor da Punta Umbria, Huelva) no seu número 15 levou a cabo o que apelidou de Antologia de la Poesía Portuguesa Actual. Este volume de mais de 200 páginas, bilingue, tem poemas de 17 poetas portugueses, tradução de Eva Lacasta Alegre, Edita, Punta Umbría - Huelva - Espanha.
- 2004 -  Na Voragem dos Dias, compilação de Manuel Neves, Aida Fazendeiro e Nuno Travanca, Portugal.